# Касторский, Михаил Иванович
Михаил Иванович Касторский (11 ноября (30 октября) 1809 — 6 (18) июля 1866) — русский филолог и педагог, этнограф и переводчик, доктор философии, профессор всеобщей истории Санкт-Петербургского университета, цензор, действительный статский советник и кавалер.

## Биография
Из духовного сословия, православного вероисповедания. Сын Ивана Алексеевича Касторского (? — ок. 1809) — причетника прихода Троицкой церкви села Кандаурово Юрьевецкого уезда Костромской губернии, а ныне — Пучежского района Ивановской области. Согласно краеведческой легенде, в возрасте полутора лет остался сиротой, был оставлен матерью на могиле скончавшегося отца и взят на воспитание в семью местного дьячка Ивана Дмитриева, в которой и получил воспитание. По-видимому, это предание, связанное с трагической молодостью М. И. Касторского, легло в основу датировки 1809 года как года его рождения. Согласно сведениям «Провинциального Некрополя», впоследствии поставил на могиле отца памятник без дат.
Первоначальное образование получил в Костромской духовной семинарии (1828) и высшее — в Главном педагогическом институте (1835), окончил с золотой медалью историко-философский факультет. Во время обучения перевёл с английского «Письма леди Рондо» (подп.: М. К. П.), которые были изданы в 1836 году. В числе лучших выпускников Главного педагогического института определён к преподаванию наук в С.-Петербургском университете и с 1 марта 1836 года за казённый счет, от Главного педагогического института, командирован для подготовления к профессорскому званию, по предмету всеобщей истории, за границу. С 30.04.1836 по 26.08.1837 года — студент философского факультета Берлинского университета, где слушал Ранке, Раумера, Бёка, после чего, с высочайшего разрешения, срок командировки был продлен на полгода, для изучения славянских языков, права и древней географии в университете Праги. Занимался в Праге у Шафарика славянскими языками (чешским, сербским, черногорским, словацким) и славянскими древностями, осуществлял перевод на русский язык Краледворской рукописи, в 1838 г. издал в Лейпциге переводы сербских песен из сборника Караджича, получившие высокую оценку современников в журнале «Современник».
По возвращении в Россию, в июне 1838 г. определён в С.-Петербургский университет к должности адъюнкт-профессора по кафедре всеобщей истории, с 1 сентября 1838 года; тогда же опубликовал в «Журнале Министерства народного просвещения» (1838. № 6) очерк «Новейшая чешская литература», результат учёбы в Праге и работы над переводом Краледворской рукописи, с обозрением деятельности чешских ученых и писателей. Назначен к чтению публичной пробной лекции в зале Конференции Императорской Академии наук, состоявшейся 18 ноября 1838 г. (тема — Об отношении славянских народов к Каролингской династии); с 22 декабря того же года был назначен адъюнктом 1-го отделения философского факультета С.-Петербургского университета, по кафедре всеобщей истории. Одновременно, с 01.01.1839 по 06.06.1842 года, был определён вторым адъюнктом 1-го отделения философского факультета С.-Петербургского университета, по кафедре истории и литературы славянских наречий, состоял в той должности и в 1851/1852 академическом году. В первом полноценном 1839/1840 академическом году преподавания по кафедре всеобщей истории и по кафедре истории и литературы славянский наречий читал лекций: в первом курсе — Древнюю историю, то есть историю азиатских и африканских государств, историю Греции и историю Рима (до времен Августа); во втором курсе — императорский период истории Рима и историю Средних веков до конца Крестовых походов; в третьем курсе — историю Средних веков от прекращения Карловингского Дома в Германии до открытия Америки включительно, и первый век Новейшей истории, до времени кончины Елизаветы Английской и Генриха IV; в четвёртом курсе — славянские древности и литературу по собственным запискам. С 13.02.1839 г. допущен к испытанию на степень доктора философии.
С 14.08.1839 по 1.06.1861 года, одновременно с преподаванием в университете, служил преподавателем 3-го, затем 2-го рода, в должности наставника-наблюдателя, по предмету всеобщей истории, в Дворянском полку (Константиновском военном училище, Константиновском кадетском корпусе), неоднократно награждался за службу, по военно-учебным заведениям, монаршим благоволением и орденами.
С 6.10.1839 года в С.-Петербургском университете поручен ему разбор сочинений на чешском языке; в частности, 26 марта 1841 года канцелярией министра народного просвещения Касторскому поручено рассмотрение и перевод на русский язык рукописных вставок Вацлава Ганки, выписанных им из неопубликованных частей рукописей Викторина Корнела из Вшегрд, и подаренных В. Ганкой министру народного просвещения, графу С. С. Уварову, для Императорской Академии наук.
С 5 мая 1841 года удостоен и с 29 июля 1841 года утвержден в степени доктора философии С.-Петербургского университета, за рассуждение «Начертание славянской мифологии». Эта книга была одним из первых по времени научным опытом изложения по этому предмету, сохранявшим значение и позже, как подбор известных на то время фактов. С 11 июня 1841 года определён на должность секретаря 1-го отд. философского факультета С.-Петербургского университета и состоял в сей должности по 1849 год.
Высочайшим указом от 3.01.1845, по военно-учебным заведениям, объявлено монаршее благоволение, за усердие по преподаванию истории в Дворянском полку.
Указом от 18.01.1846, по ведомству Министерства народного просвещения, пожалован, за выслугу лет, из надворных — в коллежские советники, со старшинством с 22.12.1844 года.
Указом от 19.01.1846, по военно-учебным заведениям, объявлено монаршее благоволение, за усердие по преподаванию истории в Дворянском полку.
Указом от 30.01.1847, по военно-учебным заведениям, объявлено монаршее благоволение, за усердие по преподаванию истории в Дворянском полку.
Указом от 1.02.1848, по военно-учебным заведениям, объявлено монаршее благоволение, за усердие по преподаванию истории в Дворянском полку.
Указом от 3.04.1849, по военно-учебным заведениям, наставник-наблюдатель, по предмету истории, в Дворянском полку, коллежский советник Касторский, в воздаяние отлично-усердной и ревностной службы, пожалован орденом Святой Анны 3-й ст.
Указом от 29.12.1849, по ведомству Министерства народного просвещения, пожалован, за выслугу лет, из коллежских — в статские советники, со старшинством с 22.12.1848 года.
Приказом от 22.02.1850 министра народного просвещения, утвержден экстраординарным профессором по кафедре всеобщей истории историко-филологического факультета С.-Петербургского университета. В разное время читал студентам юридического факультета, отделения камеральных наук, и историко-филологического факультета, отделения восточной словесности, курсы по древней географии и древней истории, славянским древностям, церковно-славянским языкам, Новой истории, Римской истории и Средней истории.
Указом от 26.08.1850, по ведомству Министерства народного просвещения, объявлено монаршее благоволение, за усердие по образованию студентов С.-Петербургского университета, из числа казенных кавказских воспитанников, окончивших курс наук с отличием.
Указом от 1.01.1851, по военно-учебным заведениям, Дворянского полка наставник-наблюдатель и преподаватель 2-го рода, по предмету истории, статский советник Касторский, награждён орденом Святой Анны 2-й ст., в награду отлично усердной и ревностной службы.
Указом от 6.12.1853, по военно-учебным заведениям, Дворянского полка наставник-наблюдатель 2-го рода, по предмету истории, экстраординарный профессор С.-Петербургского университета, статский советник Касторский, пожалован кавалером орденом Святой Анны 2-й ст., украшенным императорской короной, в награду отлично-усердной и ревностной службы.
Указом от 22.08.1854, по ведомству Министерства народного просвещения, награждён знаком отличия «Беспорочная служба XV».
Указом от 19.04.1856, по военно-учебным заведениям, объявлено монаршее благоволение, за отлично-усердную и ревностную службу по ведомству военно-учебных заведений.
Для чтения в торжественном заседании Годичного акта С.-Петербургского университета от 8 февраля 1852 года, Касторский написал сочинение «Исторические судьбы Русского Закавказья в древние времена», которое, по недостатку времени во время Акта, не было им зачитана, однако, было напечатано в «Журнале Министерства народного просвещения» и обратило на себя внимание Кавказского отдела ИРГО. В заседании Отделения этнографии Императорского Русского географического общества от 12 ноября 1856 года доложено о согласии М. И. Касторского принять участие в трудах Отделения относительно переводов сведений из древних авторов о географии и этнографии местностей, вошедших в состав Российской империи, возложив на себя извлечение сведений из Страбона. В Общем собрании ИРГО от 23.01.1857, по предложению И. И. Срезневского и С. И. Зеленого, М. И. Касторский избран действительным членом Императорского Русского географического общества, по отделению этнографии.
Указом от 17.04.1857, по военно-учебным заведениям, Константиновского кадетского корпуса наставник-наблюдатель, экстраординарный профессор С.-Петербургского университета, статский советник Касторский, пожалован кавалером ордена Святого Станислава 2-й ст., украшенным императорской короной, в награду отлично-усердной и ревностной службы.
С 27.07.1857 по 30.03.1858 года и с 24.08.1859 по 31.12.1859 года замещал должность экстраординарного профессора по кафедре русской истории С.-Петербургского университета.
Одновременно со службой в С.-Петербургом университете и Константиновском кадетском корпусе, с 29.01.1859 года и до окончательного закрытия служил профессором, по предмету всеобщей истории, старших курсов Главного педагогического института.
С 14.12.1859 по 5.04.1861 года принял в своё ведение Нугиариетический кабинет (Кабинет изящных искусств и древностей с Нумизматическим кабинетом) из бывшего Главного педагогического института.
Указом от 17.04.1859, по ведомству Министерства народного просвещения, пожалован в чин действительного статского советника.
Приказом министра народного просвещения от 17.06.1861 года № 18, уволен, согласно прошению, от службы при С.-Петербургском университете, с 1.06.1861, с назначением пенсии и зачислением в действительную службу времени от возвращения из-за границы до определения адъюнктом.
С 1 июня 1861 по 5 мая 1862 года был в отставке.
Высочайшим приказом от 5.05.1862 года № 33, по ведомству М-ва народного просвещения, определяется в службу, из отставных, цензором С.-Петербургского цензурного комитета, со старшинством в чине, за вычетом времени отставки, с 27.02.1860 года; ВП от 6.11.1864, по ведомству М-ва внутренних дел, уволен в отпуск за границу, на 29 дней.
Указом от 4.04.1865, по ведомству М-ва внутренних дел, в воздаяние отлично-усердной службы и полезных трудов, пожалован кавалером ордена Святого Владимира 3 степени.
Приказом от 1.09.1865, по ведомству М-ва внутренних дел, уволен от должности, по случаю преобразования управления по делам печати.
Умер 6 (18) июля 1866 года.
Кроме издания своих сочинений и переводов отдельными книгами, М. И. Касторский был постоянным корреспондентом «Журнала Министерства народного просвещения», сотрудничал в журналах «Сын отечества», «Отечественные записки», «Русское слово», «Русский педагогический вестник».

### Отзывы
Авторы статей в «Энциклопедическом словаре Брокгауза и Ефрона» и «Русском биографическом словаре» были невысокого мнения о преподавательских качествах Касторского: он «не имел влияния на своих слушателей»; «отличался чрезвычайною сухостью и не умел возбуждать в своих слушателях интереса ни к своему предмету, ни к самостоятельной работе». Вообще, Касторский был одним из первых русских учёных, обратившихся к изучению славянства. Д. И. Писарев в статье «Наша университетская наука», написанной во время заключения в Петропавловской крепости (1863), писал о профессоре Креозотове, под которым подразумевался М. И. Касторский: «Креозотов был человек замечательный. Над ним смеялись в совете университета его товарищи профессора, над ним смеялись его слушатели (…) Но Креозотов не замечал, или не хотел замечать всех этих тайных и явных смехов и, не смущаясь ничем, твердой поступью направлялся к избранной цели, то есть к выслуге в пенсион полного оклада жалованья. Служил он с упорным усердием и, занимая кафедру истории, действительно читал всякую историю, какую назначат, то древнюю, то русскую, то новейшую. Если бы ему поручили читать специальную историю Букеевской орды или Абиссинской империи, то это бы его нисколько не затруднило». Период зарубежной учёбы в Праге также неоднозначно оценивался современниками. Филолог П. И. Прейс в письме от 29 августа 1840 г. будущему академику М. С. Куторге писал: «По Приезде в Прагу я надеялся найти диссертацию Касторского (…) Кстати о Касторском. Здесь он оставил по себе очень недобрую славу. Шафарик был поражен, узнав, что он и временно занимает кафедру словесности. При имени Касторского, все, знавшие его в Праге, хохочут. Все они утверждают, что он ровно ничего не делал по вышереченному предмету. Я очень рад, что могу отделаться замечанием: видел де только Касторского и потому ничего не могу сказать ни pro, ни contra его. Здесь о нём рассказывают множество презабавных казусов…»
Вместе с тем, кадеты Константиновского кадетского корпуса, занимавшиеся под руководством М. И. Касторского, неоднократно были отмечены в числе лучших выпускников, по предмету истории, среди воспитанников всех столичных кадетских корпусов и военных училищ. Среди его воспитанников 1856 года выпуска был отмечен Бармин Александр Савельевич (4.09.1837 — 8.01.1917), будущий генерал от инфантерии, сочинение которого по теме: «Княжение Изяслава Мстиславича, или борьба двух систем престолонаследия. Источники: 1. Карамзин. История государства российского. 2. Ипатьевская летопись. 3. Русская история, руководство для военно-учебных заведений» — было «весьма сложно по своему содержанию, но он умел искусно выйти из затруднений, ясно изложить и провести чрез все сочинение одну мысль». В следующем — 1857 году, были отмечены ученики М. И. Касторского, два воспитанника Новгородского графа Аракчеева кадетского корпуса, фельдфебель Беляев, сочинение которого по теме: «Покорение Сибири и постепенное распространение русских владений за Уралом. Источники: 1. Русская история Карамзина. 2. Небольсин. 3. Исторические акты. 4. Дополнение к сим актам» — было «обработано весьма тщательно», и унтер-офицер Владимирский Мстислав, сочинение которого по теме: «Преподобный Нестор и его летопись. Источники: 1. Нестор Шлёцера. 2. Нестор Погодина. 3. О русской летописи — Сухомлинова. 4. Оборона русской летописи. Соч. Буткова и I том летописи» — было «хотя по содержанию своему весьма сухо, но требовало от автора усидчивого чтения летописей. Он изложил вполне содержание летописи Несторовой и в конце приложил библиографический очерк всех изданных списков летописи».
Современники подозревали М. И. Касторского в связях с III Отделением Собственной Его Императорского Величества Канцелярии. Доподлинно неизвестно, какую роль сыграл Касторский в политическом процессе над писателем Н. Г. Чернышевским. Однако, поступив на службу в цензурное ведомство, он стал автором одной из двух служебных записок для тайной полиции, в которой давал оценку творчества не только Н. Г. Чернышевского, но и других деятелей революционной эмиграции и либерально-демократической интеллигенции, на основе которой уже кем-то из чинов III Отделения, для следственной комиссии был составлен доклад об антиправительственной деятельности Чернышевского, который, в свою очередь, послужил основой судебного процесса над писателем и сенатского приговора. Автором второй записки, которая легла в основу доклада III Отделения, был писатель и провокатор III Отделения Всеволод Костомаров.

### Семья
С 26.09.1841 года в возрасте 31 года женился на 18-летней девице Юлии Ивановне Кайдановой (13.05.1823 — 24.07.1876), дочери статского советника, профессора истории Императорского Царскосельского лицея Ивана Кузмича Кайданова (8.02.1782 — 9.09.1843) от брака с дочерью священника девицей Гомзиной Марией Григорьевной (3.07.1794 — 3.02.1836). Венчание состоялось в церкви Рождества Иоанна Предтечи при 1-м кадетском корпусе. Поручителем по жениху выступил С.-Петербургского университета профессор, действительный статский советник Иван Петрович Шульгин. Поручителями по невесте стали профессор русской словесности Императорского Царскосельского лицея, статский советник Пётр Георгиевич (Егорович) Георгиевский, и председатель Строительной комиссии Министерства внутренних дел, действительный статский советник Алексей Григорьевич Гомзин, брат академика архитектуры Ивана Григорьевича Гомзина.
Супруга М. И. Касторского, действительная статская советница Ю. И. Касторская, была известна в столице: в феврале 1857 года она получила разрешение содержать один из лучших столичных частных женских пансионов, находившийся в Московской части, 1-го квартала, по Невскому проспекту, в доме купца Петра Фёдоровича Меняева, под № 93/182, между ул. Владимирской и ул. Николаевской, или, по другим сведениям, под № 90-92, между Литейным проспектом и ул. Надеждинской. По разным источникам указывается разный адрес пансиона, однако, речь идет об одном и том же пансионе. Это было известное в столице частное женское учебное заведение, основанное ещё в 1828 г. английской поданной Генриеттой Сусанной Люджер; после отъезда Г. С. Люджер, начиная с апреля 1840 г., содержательницей пансиона стала российская поданная Генриетта Пиге, а после признания в январе 1856 года её несостоятельной должницей, право продолжать содержать пансион было предоставлено статской советнице Юлии Ивановне Касторской. По какой-то причине, в разрешении адресом пансиона был указан дом Безобразова, под № 28 и 29, по Невскому проспекту, между ул. Владимирской и ул. Николаевской (?); по-видимому, по той причине, что в доме Безобразова, под № 29, по Невскому проспекту, проживала сама m-m Генриетта Пиге, и здесь же в январе 1856 года происходила аукционная продажа её движимого имущества, устроенная С.-Петербургской аукционной камерой. В начале 1860-х гг. право содержать пансион перешло от Ю. И. Касторской к Варваре Васильевне Швидковской, впоследствии служившей начальницей Киевского института благородных девиц; с 1869 по 1891 год начальницей пансиона стала Анна Александровна Стависская. В этом пансионе началась педагогическая деятельность Виктора Петровича Острогорского. При А. А. Стависской пансион был преобразован в женское училище первого разряда, а с 26.02.1884 г. — в Женскую гимназию под покровительством Е.И.В. великой княгини Александры Иосифовны, на правах казенного учебного заведения.
В пансионе статской советницы Ю. И. Касторской преподавались: закон божий; география математическая, физическая и политическая; всеобщая и русская история; арифметика; основания геометрии; физика; ботаника; зоология; теория русской словесности и декламация; некоторые практические стороны государственного и гражданского отечественного законоведения; русский, французский, немецкий и английский языки, с историей их литературы; чистописание; рисование; танцы; по особому желанию родителей — музыка, пение и живопись; рукоделие и шитье белья. Расширенная учебная программа для женского пансиона была не совсем обычна, что, по всей видимости, свидетельствует о причастности М. И. Касторского к её составлению. По крайней мере считается, что преподавание законоведения в женском учебном заведении в России было впервые включено в программу пансиона Ю. И. Касторской.
Впоследствии действительная статская советница и вдова Ю. И. Касторская, со 2 февраля 1865 по 27 января 1868 года служила надзирательницей, а с 27 января 1868 по 24 июля 1876 года — главной надзирательницей Царскосельской Мариинской женской гимназии, состоящей в Ведомстве учреждений императрицы Марии, начальником которой служил известный педагог профессор Н. А. Вышеградский, издатель-редактор журнала «Русский педагогический вестник», в котором сотрудничал М. И. Касторский.
После свадьбы и незадолго до рождения сына — Михаила, по купчей крепости от 3.07.1842 года, совершенной во 2-м департаменте С.-Петербургской гражданской палаты, от штаб-лекаря лейб-гвардии Семёновского полка, коллежского советника Дмитрия Фёдорова Обломиевского, М. И. Касторский приобрел дом в С.-Петербурге, в Рождественской части, 1-го квартала, по Лиговскому каналу, под № 35, что прежде был под № 21, за 11 714 руб. серебром. Большую часть денег на покупку дома — 8 285 руб. серебром, М. И. Касторский занял у тестя — профессора и статского советника И. К. Кайданова, одновременно с покупкой оформив в том же департаменте и закладную крепость на дом, сроком на 9 лет, считая с 1 августа 1842 по 1 августа 1851 года, оформив заем под 4 % годовых, с уплатой основной суммы долга ежегодно равными долями.
Кроме дома в С.-Петербурге, М. И. Касторский владел благоприобретенным недвижимым имением, состоящим в Псковской губ., Новоржевского у., ½ с. Рождествено и дер. Шапкино, в коем было 419 десятин земли при 33-х временно-обязанных крестьянах.
В браке М. И. Касторский имел дочь Ольгу и единственного сына Михаила (20.11.1842 — 29.07.1890) — известного с.-петербургского врача-эпидемиолога, действительного статского советника, который, благодаря библиографической ошибке, до настоящего времени ассоциируется с однофамильцем.
Младшая сестра М. М. Касторского, Ольга Михайловна Касторская (18.01.1851 — 1934) — девица, педагог. Крещена в церкви Святых и равноапостольных царей Константина и Елены Дворянского полка в Петербургской части С.-Петербурга. Восприемниками стали К азанского собора протоиерей Андрей Иванович Райковский и ординарного профессора С.-Петербургского университета, ординарного профессора Главного педагогического института, преподавателя Школы гвардейских подпрапорщиков и кавалерийских юнкеров, статского советника Александра Абрамовича Воскресенского жена София Ивановна, урождённая девица Кайданова, её родная тетка по матери. В 1869 году окончила Императорский Женский педагогический институт и работала с матерью: с 1 октября 1870 по 19 сентября 1874 года служила преподавательницей по классу русского языка и географии в Царскосельской Мариинской женской гимназии; впоследствии занималась частным преподаванием, получала пенсию по Ведомству императрицы Марии, и по заслугам отца — от ведомства Главного управления по делам печати Министерства внутренних дел; помещица ½ с. Рождествено и дер. Шапкино Новоржевского уезда Псковской губернии; жила в С.-Петербурге. После Октябрьской революции 1917 года перебралась в Одессу, там и скончалась.